# Blæsten går frisk over Limfjordens vande
Blæsten går frisk over Limfjordens vande er en dansk sang, komponeret af Povl Hamburger. Teksten er forfattet af Erik Bertelsen.   Sangen betragtes af nogen som Nordjyllands svar på en nationalmelodi.
Povl Hamburgers melodi til Blæsten går frisk over Limfjordens vande udkom i 1937 i samlingen Otte danske Viser og Sange.
1958-udgaven af Folkehøjskolens Melodibog nævner årstallet 1935 for kompositionen.
Hvis dette årstal er korrekt er melodien tilsyneladende komponeneret før teksten er skrevet.
Sangen blev indsunget allerede i 1939 af Aksel Schiøtz. 
Det var med Herman D. Koppel på klaver.
Andre indspilninger er blandt andre med DR PigeKoret i 1994,
John Uldall fra 1998.
Musica Ficta dirigeret af Bo Holten i 2001.
Pia Raugs og Steve Dobrogosz' version blev udgivet på albummet Hjertesproget fra 1993.

## Eksternt link
- Blæsten går frisk over Limfjordens vande, musikfokusside fra Det Kongelige Bibliotek